# Filipp Michajlovič Grigorjev
Svatý Filipp Michajlovič Grigorjev (6. listopadu 1870 – 17. ledna 1933, Almaty) byl ruský duchovní Ruské pravoslavné církve, protojerej a mučedník.

## Život
Narodil se 6. listopadu 1870. Původem byl Kalmyk.
Studoval na Omském učitelském semináři a od roku 1897 byl psalomščikem omské eparchie. Dne 22. června 1898 byl rukopoložen na diákona a 24. října 1902 na jereje.
Od roku 1906 sloužil v chrámu svatého Mikuláše vesnice Kopěvo a poté se stal druhým knězem chrámu svatých apoštolů Petra a Pavla ve vesnici Sladkovo.
Dne 4. února 1910 byl povolán do chrámu sídla Novo-Nikolajevsk (dnes vesnice Novo-Nikolajevka Ťumenské oblasti).
Dne 20. května 1911 byl ustanoven knězem chrámu svatého Jana Bohoslova ve vesnici Novorožděstvenka a 8. června 1913 převeden do chrámu svatých Konstantina a Heleny sídla Blagodarovka. Podle informací z roku 1914 měl manželku a čtyři děti.
Od roku 1917 sloužil v chrámu vesnice Kalačinsk a v Alexandrovce. Po uzavření chrámu odešel do Alma-Aty a stal se knězem chrámu Svaté Trojice. Chrám poté přešel do renovačního schizmatu a otec Filipp odešel do chrámu svatého Mikuláše. Byl povýšen na protojereje.
Dne 10. prosince 1932 se v předvečer svátku Ikony Matky Boží „Znamení“ konalo celonoční bdění, kterého se účastnili všichni duchovní města. Po obřadu byli účastníci zatčeni OGPU.
Asi jeden měsíc byli otec Filipp a další kněží, jako Stěpan Ponomarjov a Alexandr Skalskij, vyslýcháni a poté převezeni do městské věznice. Zde tito kněží onemocněli tyfem[nepřesný odkaz].
Zemřel 17. ledna 1933 v Almaty.

## Kanonizace
Dne 14. února 1999 byl on i ostatní kněží místně svatořečeni.
Dne 20. srpna 2000 ho Ruská pravoslavná církev svatořečila jako mučedníka a byl zařazen mezi Sbor všech novomučedníků a vyznavačů ruských.
Jeho svátek je připomínán 17. ledna (4. ledna – juliánský kalendář).